# Phytosciara gilvifucata
Phytosciara gilvifucata är en tvåvingeart som beskrevs av Werner Mohrig 1999. Phytosciara gilvifucata ingår i släktet Phytosciara och familjen sorgmyggor. Inga underarter finns listade i Catalogue of Life.